# Beaver Crossing (Nebraska)
Pour les articles homonymes, voir Beaver Crossing et Beaver.
Beaver Crossing est un village de l'État américain du Nebraska, situé dans le Seward. Selon le recensement de 2010, sa population est de 403 habitants.